# Llorach
Llorach (oficialmente en catalán Llorac) es un municipio de Cataluña, España. Perteneciente a la provincia de Tarragona situado en la comarca de la Cuenca de Barberá. Está situado en la orilla del río Corb. El término municipal incluye los núcleos de población de Rauric, la Cirera, Albió y Montargull. Cuenta con una población de 101 habitantes (INE 2024).

## Historia
En el siglo XIII formaba parte de las posesiones de Guifre Bonfill quien hizo donación del lugar a la orden del Hospital de San Juan de Jerusalén. Los hospitalarios se instalaron en el lugar a principios de ese mismo siglo. En el siglo XIV estaba en manos de Francesc Alenyà que había comprado su jurisdicción al rey Pedro el Ceremonioso. Fue centro de una baronía y en el siglo XVI los señores de las tierras eran la familia Guimerà. Luego pasó a diferentes linajes hasta los Durán.

## Demografía
Cuenta con una población de 101 habitantes (INE 2024).
| Gráfica de evolución demográfica de Llorach entre 1842 y 2021 |
| |
| Población de derecho según los censos de población del INE Población de hecho según los censos de población del INEEn estos censos se denominaba Llorach: 1842, 1857, 1860, 1877, 1887, 1897, 1900, 1910, 1920, 1930, 1940, 1950, 1960, 1970 y 1981 Entre el censo de 1857 y el anterior, crece el término del municipio porque incorpora a 435003 (Albió) y 435019 (Raurich) |

## Economía
La base de la economía es la agricultura de secano, predominando el cultivo de almendros y viñas.

## Cultura
La iglesia parroquial de Llorach está dedicada a San Juan y fue construida en el siglo XVIII sobre los restos de la antigua iglesia románica. Aún son visibles algunos muros del antiguo castillo.
En Montargull, actualmente despoblado, también pueden verse ruinas del castillo. La iglesia de Sant Jaume es románica y de dos naves. El interior está formado por dos bóvedas de cañón unidas por un arco gótico. Desde el siglo XIV hasta el fin de las señorías, el lugar perteneció a la familia Queralt de Santa Coloma.
El pueblo de Albió fue posesión de los caballeros hospitalarios desde 1380 hasta el fin de los señoríos, siendo siempre una castellanía de la encomienda de Vallfogona de Riucorb. Su iglesia parroquial está dedicada a San Gil. Es románica de transición al gótico. Es de planta de cruz latina y su portalada está presidida por un relieve en piedra de una cruz con la Virgen y San Juan uno a cada lado. Tiene dos capillas adosadas con bóvedas ojivales.
Rauric está también despoblado y aún pueden verse algunos restos del castillo que fue propiedad de Pere de Queralt. En La Cirera también hay algunos rastros del castillo del siglo XIII. La iglesia está dedicada a Santa María y tiene algunos elementos góticos. En la calle de la Iglesia se encuentra el templo de la Santa Fe construida durante el siglo XIX.

## Fiestas
Llorach celebra sus fiestas durante el último fin de semana del mes de agosto.